# Lewiston, Idaho
Lewiston este un oraș cu 31.293 loc. (în 2006) situat pe cursul lui Snake River în nord-vestul statului Idaho, SUA.

## Date geografice
Orașul este amplasat direct pe linia de graniță cu statul Washington fiind încadrat de râurile Snake River și Clearwater River. În Lewiston se află singurul port din Idaho care are legătură directă pe apă cu Pacificul. În oraș au fost turnate mai multe cu James-Bond.

## Istoric
Primii europeni ajung în regiune prin anul 1805, ei au aparținut expediției lui Lewis și Clark. În acel ținutul era locuit de amerindienii din tribul Nez Percé. În anul 1861 este întemeiat orașul cu ocazia goanei după aur, fiind denumit după Meriwether Lewis, unul dintre conducătorii expediției. În anul 1863 Lewiston, devine capitala lui Idaho-Territorium, care va deveni ulterior statul fededral Idaho, mai târziu teritoriul va avea capitala la Boise, Idaho.

## Demografie
În anul 2006 orașul Lewiston avea (conform unei estimări) 31.293 de locuitori.
| Anul | Nr. locuitori |
| ---- | ------------- |
| 1980 | 27.986        |
| 1990 | 28.082        |
| 2000 | 30.904        |
| 2005 | 31.081        |

## Personalități marcante
- Brent Corrigan, actor porno